# Кегичёвский поселковый совет Харьковской области
Кегичёвский поселковый совет — входит в состав Берестинского района Харьковской области Украины.
Административный центр поселкового совета находится в посёлке Кегичёвка.

## История
- 1957 — дата образования.

## Населённые пункты совета
- посёлок Кегичёвка
- село Антоновка
- село Зелёная Диброва